# Meiko
Meiko é uma cantora/compositora Americana de música indie, nasceu e cresceu em Roberta, Georgia e actualmente reside em Los Angeles, California. Recentemente lançou por conta própria um álbum com o mesmo nome e apesar de não ter o apoio de uma editora o seu álbum chegou ao #35 no top 100 de álbuns da loja do iTunes. O seu álbum foi também durante mais que um mês o #1 álbum de Folk. Em apenas nove meses o seu single foi comprado no iTunes mais de 200000 vezes. Vários dos seus temas foram utilizados em programas de televisão.
Em Junho de 2008 Meiko assinou um contrato com a MySpace Records/DGC, que em parceria com a Lucky Ear Music lançou a 5 de Agosto de 2008 o seu álbum. A edição da The Lucky Ear/MySpace/DGC foi sujeita a várias misturas, e contém as versões regravadas dos temas preferidos dos fãs, assim como o novo tema "Boys Whith Girlfriends".
A versão digital do seu álbum atingiu o #14 no top 100 dos álbuns do iTunes. A novo tema "Boys With Girlfriends", esteve em destaque na tabela de melhores músicas Folk do iTunes. Em 21 de Novembro, o álbum atingiu o #1 lugar como o álbum mais vendido na loja online da Amazon.
Meiko actuou no The Bonnie Hunt Show a 8 de Setembro de 2008. O seu álbum foi lançado fisicamente a 9 de Setembro do mesmo ano, e a 11 de Setembro actuou no Late Night with Conan O'Brien. 

## Biografia

### Infância
Criada pelo seu pai na pequena cidade de Roberta na Georgia, Meiko estreou-se em público com apenas oito anos, ao cantar um tema natalício "White Christmas" em uma igreja local. Nos anos seguintes Meiko actuou em vários pequenos eventos, desde concursos de talento até em jogos de basebol infantil. desde tenra idade que Meiko mostrou grande interesse pela música, sendo que treinava a voz várias horas por dia. O seu interesse em escrever músicas também surgiu desde cedo, e pode contar com a ajuda do seu pai que a ensinou a tocar guitarra na sua velha Gibson de seis cordas. Quando ela fez treze anos, o seu pai ofereceu lhe uma nova guitarra.

### Carreira musical
Aos 18 anos, Meiko sai da sua cidade natal para procurar oportunidades de mostrar o seu talento ao mundo. Após uma breve paragem em Miami ela instalou-se em Los Angeles e começou a sua carreira tocando um pouco por todo o sul da Califórnia e escrevendo letras a um ritmo elevado. Ela actuou (e continua a actuar) também no Hotel Café em Hollywood, local bastante conhecido.
No inicio de 2007, Meiko actuou no Sundance Film Festival e despertou o interesse de Josh Jackson, editor da Paste Magazine, que declarou que Meiko era um grande caso de sucesso a espera de acontecer. E como Josh Jackson previu, foi apenas uma questão de tempo até Meiko ter a oportunidade de participar no programa de rádio "Morning Becomes Eclectic" do Nic Harcourt. Alguns messes mais tarde a Música de Meiko já era um "must" nas listas das rádios de Los Angeles. 
Em Setembro de 2007, ela participa na tour a nível nacional com Brett Dennen e em Outubro, volta a participar na tour de Mat Kearney abrindo os seus espectáculos. 
Em 2008, Meiko actuou no Sundance Film Festival e no SXSW, participou ainda na tour nacional do Hotel Café, juntamente com Ingrid Michaelson, Cary Brothers, Sara Bareilles (entre outros). Em Agosto de 2008 ela participou também na tour nacional com Joe Purdy, Chris Seefried e Jay Nash. No Outono de 2008, voltou a participar em uma tour do Hotel Café, desta vez só com artistas femininas. Meiko foi a única artista a actuar em todos os dias da tour.
Em 2010 a música da cantora "Heard It All Before" participou da trilha sonora do seriado de TV "Pretty Little Liars", a música pode ser ouvida no início do episódio 5.

## Discografia

### Álbuns
- Meiko (2008) (Lucky Ear/MySpace/DGC), (re-release)
- Meiko (2007) (self-released)

### Singles
- "Boys With Girlfriends (2008) (Lucky Ear/MySpace/DGC), #1 iTunes Folk Song
- "X-Mas Song" (2007) (self-released)

### Vídeos
- "Boys With Girlfriends" (2008) (Lucky Ear/MySpace/DGC)
- "Under my Bed" (2009) (My Space Records)